# بايرون شامبرلين
بايرون شامبرلين (بالإنجليزية: Byron Chamberlain)‏ هو لاعب كرة قدم أمريكية أمريكي، ولد في 17 أكتوبر 1971 في هونولولو في الولايات المتحدة.

## وصلات خارجية
- بايرون شامبرلين على موقع مرجع كرة القدم المحترفة.كوم (الإنجليزية)